# 해버퍼드웨스트

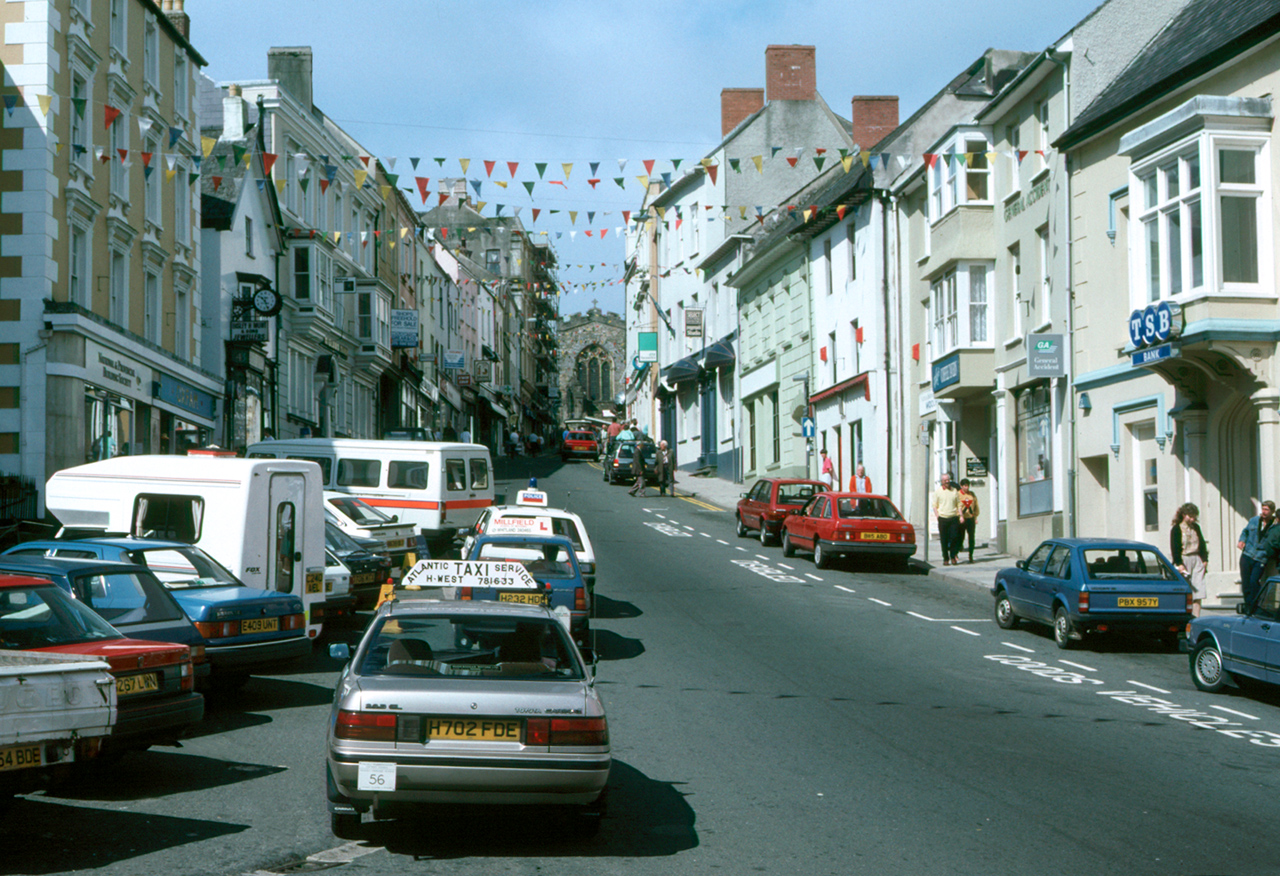
해버퍼드웨스트

해버퍼드웨스트(영어: Haverfordwest, 웨일스어: Hwlffordd 훌포르드)는 웨일스 펨브로크셔의 도시로 인구는 12,042명(2011년 기준)이다.

## 저명한 출신
- 크리스찬 베일: 배우
- 준과 제니퍼 기본스
- 리스 이반스: 배우
- 첼시 매닝: 미국의 활동가
- 피오나 필립스: 텔레비전 사회자
- 토마스 픽턴: 영국의 장군